# Philonotis niam-niamiae
Philonotis niam-niamiae är en bladmossart som beskrevs av Georg Friedrich von Jaeger 1880. Philonotis niam-niamiae ingår i släktet källmossor, och familjen Bartramiaceae. Inga underarter finns listade i Catalogue of Life.